# Lozen
Lozen (1840?-1887?) a csirikava apacsok csihenn törzse főnökének, Victoriónak (Bidu-ja, Bedujat) húga volt. A csihenn törzsben született az 1840-es évek végén. Gyakorlott harcos és látnok volt. A legendák szerint képes volt erőit (Dija és Inda-ce-ho-ndi = "Ellenségek-elleni-erő") a harcban is használni, hogy megismerje az ellenség mozgását. Victorio ezt mondta róla: "Lozen a jobb kezem… erős, mint egy férfi, bátrabb a legtöbbnél és ravasz a harcban. Lozen a pajzs népe számára."

## Ismert háttér
Peter Aleshire Woman Warrior: The Story of Lozen, Apache Warrior and Shaman című könyve szerint Lozen több mexikóiak és amerikaiak elleni hadjáratban harcolt, mint a legtöbb nagy apacs vezető, úgy mint Cochise, Mangas Coloradas, Juh, Chihuahua, Geronimo vagy saját bátyja, Victorio. "Lozen felvette a harcot a mexikói katonák és a skalpvadászok, törzse fő ellenségei ellen, amikor az 1840-es években nagykorúvá vált" írja Aleshire. "Amikor az amerikaiak megérkeztek 1848-ban és igényt tartottak szülőföldjére, ellenük is küzdött."

## Victorio hadjárata
Lozen Victorio mellett harcolt, amikor ő és követői fellázadtak az amerikaiak ellen, akik kisajátították Új-Mexikó középnyugati részén, a Fekete-hegységben lévő otthonukat és megpróbálták elszigetelni népét először az arizonai San Carlos Rezervátumba, majd az új mexikói Mescalero Apacs Rezervátumba.
Ahogy a törzs menekült az amerikai hadsereg elől, Lozen arra ösztönözte a félelemtől rettegő nőket és gyermekeket, hogy átkeljenek a háborgó Rio Grandén. "Láttam egy varázslatos nőt egy gyönyörű lovon – Lozen volt az, Victorio húga. Lozen, a női harcos!" emlékezett vissza az akkoriban még gyermek James Kaywaykla, aki a nagyanyja mögött lovagolt. "Magasan a feje fölé emelte puskáját. Csak úgy ragyogott, amikor jobb lábát felemelte és megrúgta lova vállát. Az felágaskodott, majd az áradatba vetette magát. A lány fejét az áradat irányába fordította és úszni kezdett." Hirtelen egy nő és egy gyermek követte őt a folyóba. Amikor kiértek a túlsó partra, fáztak és vizesek voltak, de éltek. Lozen, aki az asszonyok és gyermekek illetve a támadó lovasság közé állt, odament Kaywaykla nagyanyjához. "Most vedd át az irányítást," mondta. "Nekem vissza kell térnem a harcosokhoz". Lozen visszavezette lovát a vad folyóba és visszatért bajtársaihoz.
"Lozen éppolyan fontos támaszom, mint Nana", jelentette ki Victorio Kaywaykla szerint. (Nana a törzs tisztelt idős tagja volt.) Kaywaykla így emlékezett Lozenre: "Úgy lovagolt, lőtt és harcolt akár egy férfi, és azt hiszem, jobban értett a harchoz, mint Victorio."
Később Victorio táborában, Lozen elhagyta törzsét, hogy elkísérjen egy ifjú anyát és újszülött gyermekét a Csirikava-sivatagon át, Mexikóból a Meszkalero Apacs Rezervátumba, mely távol volt a viszontagságoktól. Csupán egy puskával, egy töltényhevederrel, egy késsel és három napra elegendő élelemmel felszerelkezve nekiindult az anyával a mexikóiak és az amerikai hadsereg területét átszelő veszedelmes útnak. Útközben, attól félve, hogy a puskalövés esetleg felfedi jelenlétüket, Lozen késével ölt meg egy texasi szarvasmarhát, hogy megegyék. Golyózápor elől menekülve ellopott egy mexikói katonalovat az ifjú anya számára. Magának egy tehénpásztor lovát lopta el és eltűnt, mielőtt még üldözőbe vehették volna. Ellopta továbbá egy katona nyergét, puskáját, lőszerét, takaróját és főzőedényét, még az ingét is. Végül sikeresen végrehajtotta küldetését a rezervátumba.
Ott megtudta, hogy a Joaquin Terrazas mexikói parancsnok által vezetett mexikói és tarahumara indián hadsereg csapdába csalta bátyját, Victoriót és törzsét a Tres Castillos-nál, a három kősziklánál, a csirikava törzs északkeleti területén. Mindez 1880. október 15-én történt. Terrazas a következőképpen emlékezik erről Stephen H. Lekson Nana’s Raid: Apache Warfare in Southern New Mexico, 1881 című könyvében: "Az apacsokat meglepve és a Tres Castillos sziklatömbjei mögé húzódva láttam, ahogy Victorio harcosai utolsó csatájukat vívják. Az apacs hagyomány szerint, Victorio inkább a saját késével ölte meg magát, mintsem a mexikóiak kezétől kelljen meghalnia. Majdnem minden harcost megöltek a Tres Castillos-nál és sok nő is haláláig harcolt; az időseket lelőtték, míg majdnem száz fiatal nőt és gyermeket eladtak rabszolgának. Csak néhányan menekültek meg."

## Az apacs háborúk vége és Lozen utolsó évei
Tudván, hogy a túlélőknek szükségük lesz rá, Lozen sürgősen elhagyta a meszkalero apacs rezervátumot és a sivatagon át délnyugati irányba vágtatott, észrevétlenül kelve át az amerikai és mexikói őrjáratok előtt. Végül utolérte a megtizedelődött törzset, melyet akkor már a 74 éves törzsfő, Nana vezetett a Sierra Madréban, a mexikói Chihuahua állam északnyugati részén.

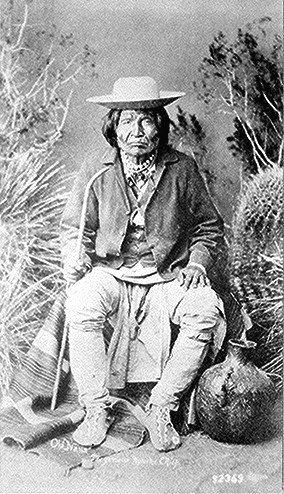
Nana, a csihenn törzs vezetője, 1886.

Kimberly Moore Buchanan Apache Women Warriors című könyve szerint, Lozen Nana és maroknyi harcosokból álló csapata mellett harcolt a két hónapos véres bosszúhadjárat alatt Új-Mexikó délnyugati részén, 1881-ben. Mielőtt elindultak volna, Nana a következőket mondta: "Habár nő vagy, nincs derekabb harcos Victorio húgánál."
Lozen Geronimo mellett is harcolt, miután kitörtek a San Carlos rezervátumból 1885-ben, az apacs háborúk utolsó hadjáratában. A könyörtelenül hajszolt törzzsel tartva szellemi erejét használta fel, hogy megtalálja az ellenséget, az amerikai és mexikói lovasságot. Alexander B. Adams Geronimo című könyvében írja: "Mindkét karját előre nyújtotta, imát kántált Usszenhez, az apacsok leghatalmasabb istenéhez, és lassan megfordult:"
Ezen a Földön,
melyen élünk
Usszen rendelkezik az Erővel,
mely most már az enyém,
hogy megtaláljam az ellenséget.
Azt az ellenséget keresem,
melyet csak Usszen a Hatalmas
mutathat meg nekem.
(Eve Ball: In the Days of Victorio)
Adams szerint "Az erő segítségével, mely a karjába költözött, meg tudta mondani, hogy hol van az ellenség és hányan vannak".
Miután Geronimo végleg megadta magát és az amerikaiak őrizetbe vették, Lozent háborús fogolyként a Mount Vernon erődbe, Alabamába vitték. Sok más apacs harcoshoz hasonlóan gümőkórban halt meg, valamikor 1887 után. Élete során megerősítette a nők helyét az apacs törzsi társadalomban.